# Daniel Bellissimo
Daniel Bellissimo, född 15 augusti 1984 i Toronto, är en italiensk/kanadensisk ishockeymålvakt.

## Spelarkarriär
Född i Toronto började Bellissimo spela ishockey i moderklubben Missisauga Senators. Bellissimo fortsatte sedan sin karriär i OPJHL-laget Vaughan Vipers, innan han inför säsongen 2007/2008 flyttade till italienska HC Asiago, där han spelade med sin bror Vince Bellissimo. Bellissimo vann två guld med Asiago (2010 och 2011), dessa säsonger blev han även utsedd till ligans bäste spelare.
Bellissimo spelade för Italien vid VM 2010 i Tyskland , kvalet till VM 2011 i Slovakien, VM 2012 i Finland/Sverige och VM 2014 i Vitryssland.
Bellissimo spelade för BIK Karlskoga i HockeyAllsvenskan säsongen 2011/2012. Bellissimo var med sina 92,31 i räddningsprocent lagets kanske främsta spelare och höll nollan 7 matcher under säsongen, vilket han var delat bäst i ligan med. Efter sin succéartade debutsäsong i Sverige skrev Bellissimo fredagen den 27 april 2012 på ett ettårskontrakt med Timrå IK.
Efter att Timrå åkt ur Elitserien skrev Bellissimo den 22 april 2013 på ett tvåårskontrakt för Luleå HF. Karriären blev dock ganska kortvarig, han blev uppsagd 5 december 2013, efter 4 månader i klubben. Anledningen var att han inte funkade så bra i Luleås trupp, han vann bara 2 av 9 spelade matcher. Senare i säsongen blev han tillfälligt utlånad till VIK Västerås HK, utan att ha spelat några matcher där.